# 吉田淳
吉田 淳（よしだじゅん、1961年10月17日 - ）は、日本の元俳優。本名同じ。
東京都出身。玉川大学卒業。高田みさほ事務所に所属していた。

## 来歴・人物
父親は、東映のプロデューサーだった吉田達。代表作に『宇宙刑事シャイダー』（テレビ朝日）の神官ポー役や『仮面ライダーBLACK』（毎日放送）の剣聖ビルゲニア役などがある。『宇宙刑事シャイダー』では主役のシャイダー役の候補でもあった。
特技は、バスケットボール、バレーボール。現在は俳優を引退しているが、2018年発売の『宇宙刑事シャイダー』Blu-ray BOX映像特典に収録のスタッフ・キャスト座談会に参加している。

## 出演

### テレビドラマ
- 警視庁殺人課 第4話「奴が愛した越路吹雪」（1981年、ANB）
- メタルヒーローシリーズ（ANB）
  - 宇宙刑事シャイダー（1984年 - 1985年） - 神官ポー
  - 時空戦士スピルバン 第24話「2201年から来たギローチン皇帝」（1986年） - 改造キンクロンのハイカー
  - 世界忍者戦ジライヤ（1988年 - 1989年） - パコの声
  - 機動刑事ジバン 第15話「オオカミ男はピアノ好き」（1989年） - 立原修一郎
  - 特警ウインスペクター 第38話「選ばれた男」（1990年） - 松下昭一
- 特捜最前線 第480話「殺人志願! 少女、18歳の熱い夏」（1986年、ANB）
- あぶない刑事（NTV）
  - あぶない刑事 第16話「誤算」（1987年） - 河野淳
  - もっとあぶない刑事 第12話 「突破」（1989年）
- 大都会25時 第6話「女ライダーを狙う変装警官! 人妻不倫殺人事件」（1987年、ANB）
- 仮面ライダーBLACK（1987年 - 1988年、MBS） - 剣聖ビルゲニア
- はぐれ刑事純情派（ANB）
  - PART1 第11話「子連れ未亡人の犯罪」（1988年）
  - PART7 第23話「汚染した女子高生!? 指紋の謎」（1994年） - 山根鑑識員
  - PART11 第4話「強請られた人妻! 夫婦別姓の謎」（1998年） - 配達員・中村
- 火曜サスペンス劇場（NTV）
  - 真夜中の病室（1989年）
  - 女監察医・室生亜季子 - 森刑事
    - 16 夕映えの女（1994年）
    - 17 薬殺（1994年）
    - 18 時効なし（1995年）
    - 19 埋葬（1995年）
    - 20 拳銃（1996年）
    - 21 身元不明（1996年）
    - 22 指紋（1997年）
- 月曜・女のサスペンス / 鳥羽・海になく女（1990年、TX）
- 東映不思議コメディーシリーズ（CX）
  - 美少女仮面ポワトリン 第35話「かぐや姫の宝」（1990年） - 月よりの使者
  - 有言実行三姉妹シュシュトリアン 第39話「愛しのナルシス仮面」（1993年） - ナルシス仮面
- 平清盛（1992年、TBS）
- 五星戦隊ダイレンジャー 第10話「あァ復讐の女神」（1993年、ANB） - サクラ子爵の声[6][7]
- 土曜ワイド劇場 / 尼さん探偵事件帖5 日光川治温泉殺人事件（1994年、ABC）

### 映画
- 無力の王（1981年、東映セントラルフィルム） - マージ
- ダイアモンドは傷つかない（1982年、東映） - 高橋
- 宇宙刑事シャイダー（東映） - 神官ポー
  - 劇場版 宇宙刑事シャイダー（1984年）
  - 宇宙刑事シャイダー 追跡!しぎしぎ誘拐団（1984年）
- 仮面ライダーBLACK 鬼ヶ島に急行せよ（1988年、東映） - 剣聖ビルゲニア
- めぞん一刻（1986年、東映）
- 愛はクロスオーバー（1987年、東映クラシックフィルム）
- いこかもどろか（1988年、東宝） - 道南警察署・警察官
- 六本木バナナ・ボーイズ（1989年、東映）
- べっぴんの町（1989年、東映）
- 教祖誕生（1993年、東宝）
- 集団左遷（1994年、東映）
- 卍舞III（1996年、にっかつ） - 与八
- BLOOD 狼血（1999年、日活） - 新庄
- 借王 THE MOVIE 沖縄大作戦（1999年、日活） - 坂下
- 天使に見捨てられた夜（1999年、日活） - 刑事
- カリスマ（2000年、日活＝東京テアトル） - 西

### オリジナルビデオ
- 妖怪奇伝・ゲゲゲの鬼太郎 魔笛エロイムエッサイム（1987年、東映ビデオ） - 星
- 狙撃 THE SHOOTIST（1989年、東映Vシネマ）
- 獣のように（1990年、東映ビデオ）
- キングの火遊び（1991年、東映ビデオ）
- バトル・チャレンジャー/激走（1993年、東映ビデオ） - 倫子の兄
- スキャンダラス・ボディ（1993年、東映ビデオ）
- ワイルド・ハーレー（1993年、東映ビデオ）
- チンピラ仁義 極楽とんぼ（1994年、東映ビデオ）
- Women2 オンナが淫らに脱ぐとき（1997年、日活）
- ラブリーエンジェル（1997年、日活）
- タブー･赫いためいき（1997年、日活）
- 平成悪名伝 ザ･まむし（1997年、日活）
- あばれブン屋（1998年、日活）
- ダブル極道 いてまえ!!（1998年、日活）

### 舞台
- 若殿千両傘（1986年、新宿コマ劇場）
- ミュージカル坂本龍馬（1989年・1991年、新神戸オリエンタル劇場・日本青年館）

### ゲーム
- スーパーヒーロー作戦（1999年）神官ポー